# Carlo Andrea Pozzo di Borgo
Grof Carlo Andrea Pozzo di Borgo (rusko Карл Осипович Поццо ди Борго), ruski general in diplomat korziškega rodu, * 1764, † 1842.
Bil je eden izmed pomembnejših generalov, ki so se borili med Napoleonovo invazijo na Rusijo; posledično je bil njegov portret dodan v Vojaško galerijo Zimskega dvorca.

## Življenje
Rodil se je v družini Giuseppeja di Borgo, korziškega plemiča, ki je bil v daljnem sorodstvu s Napoleonom. V Franciji je prejel pravno izobrazbo, nato pa je deloval v politiki in diplomaciji. 
Leta 1796 je emigriral v Anglijo, nato pa se je leta 1799 pridružil italijansko-švicarski kampanji. 28. septembra 1805 je vstopil v rusko službo in sicer je bil dodeljen diplomatski službi. 28. septembra istega leta je bil kot diplomat poslan na Dunaj in v Neapelj. 
Leta 1807 je bil povišan v čin polkovnika oskrbovalne službe in poslan na Dunaj s posebno zadolžitvijo. Udeležil se je mirovnih pogajanj s Turčijo leta 1807. Potem se je upokojil in naselil na Dunaju. Potem ko je Napoleon zahteval njegovo izročitev, se je preselil v London, a se je leta 1812 vrnil v Rusijo. 
Za zasluge med patriotsko vojno je bil 3. septembra 1813 povišan v generalmajorja. V začetku leta 1814 je bil poslan v Anglijo s ponudbo o zavezništvu. 2. aprila istega leta je bil povišan v generaladjutanta in imenovan za ruskega veleposlanika v Franciji. 5. marca 1817 je bil povišan v generalporočnika. Udeležil se je aachenskega, dunajskega in veronskega kongresa.
22. avgusta 1826 na dan ustočičenja carja Nikolaja I. je bil povzdignjen v grofa. 21. aprila 1829 je bil povišan v generala pehote. 
5. januarja 1835 je postal ruski veleposlanik v Londonu; ta položaj je zasedal do 28. decembra 1836, ko se je upokojil. Naselil se je v Franciji, kjer je tudi umrl.